# STS-115
STS-115 foi uma missão da NASA realizada entre 9 e 21 de Setembro de 2006 com o ônibus espacial Atlantis. Esta seria a primeira viagem após o desastre com o Columbia mas acabou acontecendo após dois voos bem sucedidos, o STS-114 e o STS-121.
A missão serviu para levar materiais usados na construção da Estação Espacial Internacional. A data prevista para o lançamento era fevereiro de 2003 mas teve que ser adiada por causa do desastre com o Columbia, e também esteve ameaçada pelo furacão Ernesto.

## Tripulação
| Posição                  | Astronauta                   |
| ------------------------ | ---------------------------- |
| Comandante               | Brent Jett                   |
| Piloto                   | Christopher Ferguson         |
| Especialista de missão 1 | Steven MacLean               |
| Especialista de missão 2 | Daniel Burbank               |
| Especialista de missão 3 | Joseph Tanner                |
| Especialista de missão 4 | Heidemarie Stefanyshyn-Piper |

## Objetivos da Missão
Levar e instalar os segmentos dos painéis solares P3/P4 Truss da ISS, instalar dois novos painéis solares (4A e 2A), realizar 3 Caminhadas Espaciais para execução das tarefas e fazer os preparativos para a próxima viagem, a STS-116.